# Cyanobasidium pelliculare
Cyanobasidium pelliculare är en svampart som först beskrevs av Jülich, och fick sitt nu gällande namn av Hjortstam & Ryvarden 2005. Cyanobasidium pelliculare ingår i släktet Cyanobasidium och familjen Stephanosporaceae.   Inga underarter finns listade i Catalogue of Life.